# 台北府儒学教授
台北府儒学教授（たいぺいふじゅがくきょうじゅ）は清朝統治時代の台湾に設けられた地方官員の名称。台湾南部の教育行政を担当し、品官は高くなかったが、その地位は非常に高いものであった。1884年に設置され、日本による統治が開始された1895年に廃止されている。

## 歴代教授
1. 沈紹九 : 1884年（光緒10年）
2. 劉大受
3. 馮夢辛 : 1886年（光緒12年）
4. 王藍玉
5. 黄煥奎 : 1891年（光緒17年） - 1893年（光緒19年）
6. 王元穉 : 1893年（光緒19年） - 1895年（光緒21年）